# Gonodonta pulverea
Gonodonta pulverea là một loài bướm đêm trong họ Noctuidae.